# Cantabrana
Cantabrana település Spanyolországban, Burgos tartományban. Cantabrana Salas de Bureba községgel határos. Lakosainak száma 23 fő (2024).

## Népesség
A település népessége az utóbbi években az alábbiak szerint változott:
| Lakosok száma | 48   | 39   | 36   | 31   | 29   | 32   | 31   | 25   | 25   | 23   |
|               | 2001 | 2004 | 2006 | 2009 | 2011 | 2014 | 2016 | 2019 | 2021 | 2024 |